# Serrat de Cal Marc
El Serrat de Cal Marc és una serra situada als municipis de Lladurs i Odèn (Solsonès), amb una elevació màxima de 1.038,8 metres.